# راسلمينيا 13
راسلمينيا 13 هو المهرجان الثالث عشر من سلسلة مهرجانات راسلمينيا الذي يقيمة اتحاد الدبليو دبليو أي جرى عرضه في 23 مارس 1997 في ساحة روسيمونت هوريزون في مدينة روزمونت بولاية إلينوي الأمريكية.

## روابط خارجية
- راسلمينيا 13 على موقع IMDb (الإنجليزية)
- راسلمينيا 13 على موقع قاعدة بيانات الفيلم (الإنجليزية)
- راسلمينيا 13 على موقع كينوبويسك (الروسية)

- The Official Website of WrestleMania 13